# 도야사키촌
도야사키촌(鳥矢崎村)은 미야기현 구리하라군에 설치되었던 촌이다. 현재의 구리하라시에 해당한다.

## 연혁
- 1889년 4월 1일 - 정촌제 시행과 함께 구리하라군 도야사키촌이 성립하였다.
- 1955년 4월 1일 - 이와가사키정, 구리코마촌, 오마쓰촌, 몬지촌 및 히메마쓰촌의 일부를 합병해 구리코마정이 되었다.

## 교육
- 도야사키 촌립 도야사키 초등학교
- 미야기현 이와가사키 고등학교

## 교통

### 철도
- 구리하라 철도

## 참고서적
- 『미야기현 정촌 합병지』(미야기현 지방과, 1958)